# Tretjakovgalleriet
Tretjakovgalleriet (ryska: Государственная Третьяковская Галерея, förkortat ГТГ) är ett konstmuseum i Moskva, med världens främsta samling av rysk konst. 
Det är uppkallat efter Pavel Tretjakov, vars samling av samtida rysk konst kom att bilda Tretjakovgalleriet. Museet anses etablerat 1856. 
Samlingarna består av över 130 000 verk, bland konstnärerna märks Andrej Rubljov, Vasilij Kandinskij och Kazimir Malevitj. Museets fasad är formgiven av konstnären Viktor Vasnetsov, i rysk "sagobok"-stil.